# 穹顶之下 (纪录片)
《穹顶之下》（全名為《柴静雾霾调查：穹顶之下 同呼吸 共命运》）是由媒体人柴静于2015年2月底推出关于中国空气污染的一部调查片，该片采用了类似于高爾《难以忽视的真相》的呈现方式和对公众演讲的记录形式，由柴静作为主讲人对现状进行介绍，并插入采访拍摄的片段，呼吁人们关注中国的空气污染问题。该片原本在官方色彩濃厚的人民網等網路傳媒播出，但於3月3日遭中共中央宣传部全面封杀。公布中宣部封杀令的上海《第一财经日报》职员亦遭开除

## 影片內容
主讲人柴静从2013年冬季，中国大陆华北地区的大面积雾霾说起，讨论中国大陆的空气污染、相关治理以及存在的行政不作为情况。亦提及了洛杉矶（曾经发生的光化学烟雾事件）和伦敦（曾发生伦敦烟雾事件）及两地现状。人民网版本将影片分作八节，介绍雾霾定义、危害及成因和我们怎么办、提出了公民能做的七点环保措施。

## 影片製作
2013年初，柴静怀孕，而她未出生的孩子被检查出患有良性肿瘤，出生后需要手术，良性肿瘤原因未确认，加上近年来民众越加关注空气污染问题，因此柴静开始了对雾霾的调查。
據海外中文媒體報導，正式發布的104分鐘網路版本影音是經過製作團隊“裁減”的，他們認為“原始”架構應該是「腫瘤－霧霾－PM2.5－燃油－天然氣市場化－中石油私有化－國家發展模式」，最终定稿时，柴静团队可能觉得探讨“国家发展模式”这一部分使得该片的政治倾向太过直白和露骨，对宣传推广不利，于是选择了删去，播放時只在視頻內一小部份點到為止。
柴静接受采访时表示，此片为其自费拍摄，来源于之前写作所获稿费。但经费来源依然被公众质疑。该片在制作中使用了許多新技术，如TED式演讲、資訊視覺化、Flash动画、移轴摄影、无人机拍摄及科幻电影特效技巧等。

## 发布
《穹顶之下》早在2014年於业内流传，截至2015年3月2日上午9点30分，《穹顶之下》在中国境内各大视频网站的总播放量即将突破兩亿次，引发網際網路上广泛的讨论。
影片于2015年2月28日由柴静在优酷网和人民网联合首发，没有选择传统媒体渠道发行，当日北京地区为小雪天气。人民网同日发布对柴静的专访《“人去做什么，是因为心底有爱惜”》。
3月1日，刚上任的环境保护部部长陈吉宁在媒体见面会上对昨晚观看的纪录片一早发短信表示赞赏，感谢她唤起了公众对环境问题的重视。同日，新华网將当日发布原題名為《穹顶之下安能呼吸——柴静纪录片引发两会代表委员心中痛点》一文撤稿。而优酷网也停止该片的留言功能。另据CNN，截止至3月1日晚，所有影音相关文章均从各大网站头版撤下（环保相关的话题和新闻依然存在）。优酷等主要网站搜不出本纪录片，之前的連結同样失效。
3月2日，两会前一天，中共中央宣传部作出指示，要求新闻媒体不要发布有关《穹顶之下》的报道，人民网和新华网等官媒开始撤下影片，并删除了几乎所有相关文章，与之相关的评论和新闻在多家网站撤稿。3月5日起，各影音官方發布網頁與人民網對本紀錄片導演的訪問链接均被撤下或删除。兩會过後该影音也沒有恢復播放，大多網站顯示因版權問題下架，紀錄片已經在中國大陸網站不可见，截至柴静旅居海外前，仅能在YouTube上觀看。

## 社会反响
此片发布后，资本市场对环境保护相关产业的炒作升温。多支环保相关的股票在2015年3月2日，即视频发布后的第一个交易日涨停；而视频中点名的批评的中石油和中石化的股价下跌。
《穹顶之下》在两会前夕发布，引发了参加政协、人大会议的委员或代表的热议，其中不乏对能源结构、区域性环境规划、环保部门执法的批评。全国工商联环境商会秘书长骆建华称，此片的意义不亚于雷切尔·卡森所著的《寂静的春天》一书。
在视频发布前一天刚被任命为中华人民共和国环境保护部部长的陈吉宁亦观看了此部纪录片，并于3月1日给柴静发短信，感谢她唤起了公众对环境问题的重视。在随后3月7日举行的记者招待会上，陈吉宁并没有提及此片，现场记者亦无一人问及此片。有媒体认为陈吉宁在记者会上回避此纪录片，强调中国政府在加强保护环境方面的成就、呼吁减少雾霾人人有责、从小事做起，未涉及柴静纪录片中提出的有关中石油等国企的情况，与此前主动发短信感谢、公开肯定的态度形成差异。
在2015年3月15日的中国十二届全国人大第三次会议记者会上，赫芬顿邮报记者问及《穹顶之下》中指出的中石化、中石油阻碍环保政策是否属实，中国国务院总理李克强表示会严格执行新出台的《中华人民共和国环境保护法》，表示“人一时难以改变自己所处的自然环境，但是可以改变自己的行为方式”，未谈及有关国有企业的情况或对《穹顶之下》作出评价。且在官方媒体的问答实录中，删去了有关《穹顶之下》的内容。
北京市于2015年3月1日起对建设工程施工工地征收扬尘排污费，部分网友认为与该纪录片有关，但早在2006年2月北京市环保局已提出征收该费用，并于2014年12月对该费用向北京市人大进行汇报。

## 争议

### 叙事手法与论证方式
该片也因逻辑、说服力、多处数据造假、情绪化等因素遭到部分网民的质疑、批评，有的反对者认为柴静讨论环保议题应该实事求是，不应该编造数据，夸大危害，哗众取宠，制造社会紧张；而一些反对者在受到支持者批评和反驳时，认为柴静的视频营造了“不能批评”、因噎废食的环保恐怖主义；亦有观点认为柴静的视频鼓吹私有化或“中国式游说集团”等陰謀論；亦有部分网民针对柴静的个人生活产生争议。
该片开始讲述了柴静女儿刚出生就必须因肿瘤接受手术的故事，这个故事也贯穿整个纪录片。但是，方舟子在《新语丝》撰文认为这个故事是编造的。其提出的根据是，柴静展示的那个护士用来安慰她的玩具小熊是加州大学洛杉矶分校的眼科研究所的，而这个眼科研究所并没有接生的服务，这种玩具熊也不太可能存在于别的医院。

### 他人观点和批评
在紀錄片中被點名批評的中国石油天然气集团公司的质量与标准管理部副总工程师万战翔撰写文章针对本片提出了五点批评。
该片也被视为成功营销。
另外，在纪录片中出镜的山西省环境保护厅厅长刘向东，因涉嫌严重违纪违法，已于2015年3月19日被山西省纪委调查。
纪录片中对于山西省吕梁市空气污染的描述存在十分明显的捏造
，事实上吕梁市的空气污染主要成因是煤矿作业，因此污染物多是未经燃烧的煤尘，直径较大容易沉积，不存在形成雾霾的条件。近些年由于化工产业有所增多，吕梁市雾霾情况有所恶化，但其空气质量指数(AQI)仍常年保持在40-80之间，属于二级以上，大多数时间可以保持在一级优质空气。
有自媒体訴諸人身攻击，提出柴静不仅是资深烟民，并开豪车丰田霸道；柴静通过《看见》官方微博回应称“1.柴静不抽烟，要不就是戒烟三十多年了 2. 请看视频41分19秒起，她说啦，家里基本不开车，先生上班骑自行车还经常被占道。引用演讲内容就是‘我们家有辆车，除了老人孩子，机场医院，基本不开’”。

## 幕後製作人員
参见外部链接纪录片的片尾
- 總編導：范銘（央视编导、《看见》欄目主编）
- 攝影指導／導播：侯鑫強（央视記者）
- 執行編導：劉東嘯、王瑾、張家賢
- 國際制片：于晨超
- 國內制片：伍豪
- 首席攝影：席一銘
- 幻灯片視覺指導：羅子雄、許岑
- 幻灯片制作：弭寧康、歐陽念念、王琛琪
- 剪輯／包裝：沈超
- 動畫制作：李沛然、Flora Lan、郭京慧
- 資料助理：孫夢褘、朱佳迪
- 演講現場統籌：應超
- 演講現場攝像：方暉、李慶、王軍、田寧、車子謙
- 副導播：王道源
- 燈光師：吳建立
- 錄音師：李征
- PM2.5懸浮粒子引發呼吸道炎症動畫配音：左小祖咒

## 影片被封杀及網絡討論情況
据金融时报报道，上海《第一财经日报》一名管理人员泄露上海市委新聞辦3月3日下達的機密通告：要求媒体不再报道。随后这名员工遭到停职。多家外媒报道，3月2日，两会前一天，中共中央宣传部作出指示，要求新闻媒体不要发布有关《穹顶之下》的报道，人民网和新华网等官媒开始撤下影片，并删除了几乎所有相关文章。
优酷、爱奇艺等主要网站搜不出本纪录片，之前的链接同样失效。当局亦在随后封杀新浪微博中“穹顶之下”关键词的搜索功能。但后续的讨论与2022年其它用户在微博上传的完整视频却并未被屏蔽。

## 评论
旺報記者戴瑞芬认为撤稿主因是官方害怕影响力太大，且中华人民共和国每3个网民中就有1个人在关注此片。
BBC中文网发表署名「何越」的评论文章指出，原先為之「保駕護航的（中共）黨媒們態度集體360度急轉（原文如此）」，“信号很明显：以私人名义涉入公共事务，无论是谁，都需要在当局的操纵与控制之下。”台灣《蘋果日報》认为，中共当局担心環保意識的抬頭会成為不穩定因素影响社会稳定，所以极力压制这部纪录片影响力的扩大。香港蘋果日報则认为，由于中共当局不愿触及相关产业既得利益者，使得治理雾霾等环境问题实在太过困难，所以一改支持态度，转而封杀。王丹认为在中国已有绝大多数人观看过之后再进行封杀是当局非常愚蠢和没有实际意义的一个决定，因为这样不仅不能消弭民众对于雾霾问题的愤怒，而且只能使得那些看过纪录片的人再次确认当局的蛮不讲理。